# Milan Kalina
Milan Kalina, född 13 augusti 1956 i Belgrad, SFR Jugoslavien (nu Serbien), är en serbisk tidigare handbollsspelare (mittnia), som tävlade för Jugoslaviens landslag. Han var med och tog OS-guld 1984 i Los Angeles.

## Klubbar
- RK Partizan (1974–1977)
- RK Dinamo Pančevo (1977–?)
- Röda stjärnan Belgrad (–1985)
- FC Barcelona (1985–1990)

## Meriter i urval
- Cupvinnarcupmästare 1986 med FC Barcelona
- Spansk mästare fyra gånger (1986, 1988, 1989 och 1990) med FC Barcelona
- OS-guld 1984 i Los Angeles med Jugoslaviens landslag